# Giuseppe Maddaloni
Giuseppe Maddaloni (* 10. července 1976 Neapol) je bývalý italský zápasník–judista, olympijský vítěz z roku 2000.

## Sportovní kariéra
Pochází z judistické rodiny. S judem začínal v útlém dětství v rodné Neapoli pod vedením svého otce Giovanniho. Vrcholově se připravoval v Římě ve vrcholovém sportovním centru státní policie Fiamme Oro. V italské seniorské reprezentaci se pravidelně objevoval od roku 1996 v lehké váze do 71 (73) kg. V roce 2000 se kvalifikoval na olympijské hry v Sydney. Ve čtvrtfinále vybodoval Lotyše Vsevoloda Zeljonyho a v semifinále nastoupil proti Anatoli Larjukovi z Běloruska. Na svého soupeře od úvodu nestačil v boji o úchopu a minutu přes koncem u něho svítila dvě šida (juko) za pasivitu. V poslední minutě však zaskočil Larjukova kombinací kučiki-taoiši a uki-waza za ippon a postoupil do finále. Ve finále se utkal s brazilským juniorem Tiagem Camilem a od úvodu měl zápas ve svých rukou. V druhé polovině zápasu při vedení na dvě koky kontroval Camila technikou uči-mata-sukaši za ippon a získal zlatou olympijskou medaili.
Od roku 2003 se výsledkově trápil kvůli problémům se shazováním váhy. V roce 2004 šel do rizika kvalifikovat se na olympijské hry v Athénách ve vyšší polostřední váze do 81 kg, ale v přípravě na mistrovství Evropy v Bukurešti si přetrhal vazy v koleni a přišel o možnost obhájit zlatou olympijskou medaili. Na mezinárodní tatami se vrátil po víc než roce. V roce 2007 se pátým místem na mistrovství světa v Riu kvalifikoval na olympijské hry v Pekingu. Jeho cestu olympijským pavoukem však zastavil již ve druhém kole Nizozemec Guillaume Elmont. Vzápětí ukončil sportovní kariéru. Věnuje se trenérské práci.

## Výsledky
| Turnaj             | 1994      | 1995      | 1996       | 1997       | 1998       | 1999       | 2000       | 2001       | 2002       | 2003       | 2004             | 2005             | 2006             | 2007             | 2008             |
| Turnaj             | 18        | 19        | 20         | 21         | 22         | 23         | 24         | 25         | 26         | 27         | 28               | 29               | 30               | 31               | 32               |
| Turnaj             | pololehká | pololehká | lehká váha | lehká váha | lehká váha | lehká váha | lehká váha | lehká váha | lehká váha | lehká váha | polostřední váha | polostřední váha | polostřední váha | polostřední váha | polostřední váha |
| ------------------ | --------- | --------- | ---------- | ---------- | ---------- | ---------- | ---------- | ---------- | ---------- | ---------- | ---------------- | ---------------- | ---------------- | ---------------- | ---------------- |
| Olympijské hry     |           |           | —          |            |            |            | 1.         |            |            |            | —                |                  |                  |                  | úč.              |
| Mistrovství světa  |           | —         |            | úč.        |            | úč.        |            | —          |            | úč.        |                  | úč.              |                  | 5.               |                  |
| Mistrovství Evropy | —         | —         | —          | —          | 1.         | 1.         | úč.        | 2.         | 3.         | —          | —                | —                | 2.               | úč.              | 3.               |
| MS juniorů         | —         |           | 2.         |            |            |            |            |            |            |            |                  |                  |                  |                  |                  |
| ME juniorů         | úč.       | úč.       | 5.         |            |            |            |            |            |            |            |                  |                  |                  |                  |                  |